# SRP14
SRP14 (англ. Signal recognition particle 14) – білок, який кодується однойменним геном, розташованим у людей на 15-й хромосомі. Довжина поліпептидного ланцюга білка становить 136 амінокислот, а молекулярна маса — 14 570.
| 10         |  | 20         |  | 30         |  | 40         |  | 50         |
| ---------- |  | ---------- |  | ---------- |  | ---------- |  | ---------- |
| MVLLESEQFL |  | TELTRLFQKC |  | RTSGSVYITL |  | KKYDGRTKPI |  | PKKGTVEGFE |
| PADNKCLLRA |  | TDGKKKISTV |  | VSSKEVNKFQ |  | MAYSNLLRAN |  | MDGLKKRDKK |
| NKTKKTKAAA |  | AAAAAAPAAA |  | ATAPTTAATT |  | AATAAQ     |  |            |

A: Аланін

C: Цистеїн

D: Аспарагінова кислота

E: Глутамінова кислота

F: Фенілаланін

G: Гліцин

I: Ізолейцин

K: Лізин

L: Лейцин

M: Метіонін

N: Аспарагін

P: Пролін

Q: Глутамін

R: Аргінін

S: Серин

T: Треонін

V: Валін

Кодований геном білок за функціями належить до рибонуклеопротеїнів, фосфопротеїнів. 
Білок має сайт для зв'язування з РНК. 
Локалізований у цитоплазмі.